# Georg Sehrbrock
Georg Sehrbrock (* 27. April 1961 in Anrath) ist ein deutscher Keyboarder und Komponist.

## Leben
Nach einer klassischen Grundausbildung an Klavier und Kirchenorgel war er in den 80er Jahren Schüler des Jazzpianisten und Komponisten Jürgen Dahmen. Sein Debütalbum, das er (lt. Booklet des Albums) mit zehn Musikern aus – beinahe – konträren Musikszenen (Rock, Jazz, Blues, Funk, Classic, Folk) aufnahm, erschien 1993 unter dem Namen Belgium. Es wurde 1994 auf einem anderen Plattenlabel unter dem Titel A Visual Concert neu veröffentlicht, wobei Belgium nun zur Bezeichnung dieses Musikprojektes wurde.
1996 folgte die CD Cumberland’s Tree; neben anderen Gastmusikern waren u. a. der Trompeter Markus Türk und dem Saxophonisten Johannes Seidemann vertreten, die Sehrbrock auch in der Folge bei weiteren Projektalben begleitet haben.
Die 1999 erschienene CD Zero erhielt im In- und Ausland sehr gute Kritiken und war mehrere Wochen in den Ambient-Charts der US-amerikanischen „Echoes“-Radioshows sowie CD des Monats in dem deutschen „Keyboards“-Magazin. Weitere Veröffentlichungen waren das Best-Of-Album Static Music im Jahr 2000 sowie 2003 das Album Nachtfahrt.
Seine Musik bezeichnet Sehrbrock selbst als Ambient/Minimal/Post-Jazz, als seine Einflüsse bezeichnet er den Modern Jazz und die amerikanischen Minimalisten wie Philip Glass, Terry Riley und Steve Reich sowie die elektronische Musik der Berliner und der Düsseldorfer Schule.
Georg Sehrbrock arbeitet in den 1990er-Jahren überwiegend im Studio, Liveauftritte finden in der Regel zusammen mit bildenden Künstlern, Tänzern oder Videokünstlern statt., so z. B. 1994 mit der Laser-Performancegruppe „Aton“, 1995 im Rahmen des Mönchengladbacher Festivals für zeitgenössische Kunst Ensemblia, ein Konzert gemeinsam mit dem Jugendsinfonieorchester im Schloss Rheydt und im Schauspielhaus Mönchengladbach, 1996 einige Konzerte mit bildenden Künstlern aus Anlass der „Cumberland“-Veröffentlichung, sowie 2000 im Rahmen des Stralsunder Kultursommers in der Nicolaikirche Stralsund mit einer Licht- und Videoinstallation. 
Seit 2010 vermehrte Liveauftritte mit dem „Belgium“-Projekt zusammen mit Peter Körfer und Kollaborationen mit verschiedenen Künstlern (Ralf Aussem, Jürgen Dahmen, Markus Türk, Janina Sachau, Harald Grosskopf, Jan Klare u. a.)
Zum Beginn 2013 erfolgte eine Umbenennung von Belgium zu Byggesett Orchestra und in den Folgejahren vermehrte Liveaktivität. In der Besetzung Sehrbrock, Peter Körfer, Markus Türk und Andre Hasselmann bespielt das „Orchestra“ in Zusammenarbeit mit Videoinstallationen mit Vorliebe besondere Räume wie Museen, Kirchen, Fabrikhallen u. a.
2022 erschien das Konzeptalbum "Sold Out Land", eine orchestrale Neuaufnahme des bereits 1995 geschriebenen Orchesterwerks zu den Folgen des Braunkohletagebaus in der linksrheinischen Region.
Georg Sehrbrock ist außerdem ausgebildeter Sonderpädagoge und unterrichtet als Sonderschullehrer. Er coacht verschiedene Musik-/Percussionsprojekte mit behinderten und nichtbehinderten Jugendlichen und Erwachsenen.

## Diskographie
- 1993 Georg Sehrbrock – Belgium (playtime)
- 1994 Belgium – Turn of the Tides (playtime)
- 1994 Belgium – a visual concert (CD/artelier music klangbilder)
- 1995 sun - xxxx (als Gast)
- 1997 Belgium – Cumberland’s Tree (CD/artelier music klangbilder)
- 1997 Artelier Sampler (Compilation) (CD/artelier music klangbilder)
- 1999 Belgium – Zero (CD/artelier music klangbilder)
- 2000 Georg Sehrbrock – static music (CD/artelier music al segno)
- 2003 Belgium – Nachtfahrt (CD/artelier music klangbilder)
- 2003 tschitschaPENG – Jungle Factory (als Produzent)
- 2005 European New Music (Compilation), Glasgow
- 2006 Trommeltriebwerk tschitschapeng: reloaded (als Produzent)
- 2009 Belgium – various colours – selected tunes (rare tracks & remixes 1994-2005); Limited Edition
- 2009 Belgium – Grass (CD / deepsongs don’t sell)
- 2009 Dead Guitars - Flags (als Gast)(CD / Echozone)
- 2009 Trommeltriebwerk tschitschapeng – zehn (als Produzent)
- 2010 Belgium – live @ nachtaktiv 2009; Limited Edition (CD / deepsongs don’t sell)
- 2011 Dead Guitars - stranger (als Gast) (CD / Silverbird)
- 2011 Janina Sachau Kombinat - NichtsdestoMIXalledem (Producer/Remix "Schneckenhaus") (CD / deepsongs don’t sell)
- 2013 byggesett orchestra - byggesett orchestra (EP goddog)
- 2014 byggesett orchestra - wild birch (CD goddog)
- 2014 byggesett orchestra - wild birch (vinyl goddog)
- 2016 byggesett orchestra - voyages (CD goddog)
- 2018 byggesett orchestra - meanwhile (CD goddog)
- 2018 byggesett orchestra - meanwhile (vinyl goddog)
- 2020 Messajero Sesiones 2011 - JamProjekt mit Harald Großkopf (bandcamp digital release)
- 2022 Sold Out Land - (CD GodDog)
- 2023 byggesett orchestra - if all else fails / live at the NoWatt (CD goddog)
- 2024 byggesett orchestra - poems about everything (CD goddog)